# Usumacinta
Usumacinta (špa. Río Usumacinta) je rijeka u Meksiku i Gvatemali.

## Tok rijeke
Usumacinta nastaje spajanjem rijeka Pasión, koja izvire u Sierra de Santa Cruz u Gvatemali i rijeke Salinas (također poznate kao Chixoy ili Negro), koja se spušta s planina Sierra Madre de Guatemala. Definira dio granice između Gvatemale i meksičke države Chiapas, nakon čega ulazi u Meksiko u državi Tabasco gdje teče impresivnim kanjonom Usumacinta  koji je ekološki rezervat. Prolazeći drugim kanjon pod nazivom "Boca del Cerro" rijeka teče prema ravnicama Tabasca. Nastavlja svoj tok prema sjeverozapadu vijugajući meksičkom državom Tabasco gdje se ulijeva u rijeku Grijalvu oko 25 km prije njenog ušća u Meksički zaljev.
U donjem toku rijeke nalazi se močvara Centla rezervat biosfere na 302.702 hektara, što ga čini najvećim zaštićenim močvarnim područjem u Sjevernoj i Srednjoj Americi i jednim od 15 najvećih močvara u svijetu. Ukupna dužina rijeke uključujući Salinas, Chixoy i Negro je oko 1.000 kilometara.

## Vanjske poveznice
|  | Zajednički poslužitelj ima još gradiva o temi Usumacinta |

- Rijeka Usumacinta: Izgradnja okvira za suradnju između Meksika i Gvatemale  Arhivirana inačica izvorne stranice od 25. listopada 2005. (Wayback Machine)